# 맥스 배리
맥스 배리(Max Barry, 1973년 3월 18일 ~ )는 오스트레일리아의 작가이다. 1973년 오스트레일리아 빅토리아주 스트랫퍼드에서 태어났다. 휴렛 팩커드 직원으로 일하는 동안 첫 소설 《시럽》을 집필하여 1999년 출간했다. 이후 게임, 언어, 국제 정치 등 다양한 소재의 SF 소설을 차례로 발표했다. 2013년 《렉시콘》으로 크게 인지도를 높였다. 이 작품에는 언어로 사람을 조종하는 특수 능력자가 등장한다. 《렉시콘》은 출간된 해 타임, NPR, 굿리즈 등 각종 매체에서 '올해의 책'으로 뽑히기도 했다. 2020년에는 우주를 배경으로 한 차기작 《프로비던스》를 출간할 예정이다.
소설 집필 외에도 가상의 국가를 만들고 운영하는 온라인 시뮬레이션 게임 네이션스테이츠(NationStates)를 제작했다. 배리는 현재 멜버른에 거주하며 작품 활동을 이어 가고 있다.

## 저서

### 장편소설
- Syrup (1999)
- Jennifer Government (2003)
- Company (2006)
- Machine Man (2011) 《머신맨》, 박혜원 옮김(레드박스, 2013)
- Lexicon (2013) 《렉시콘》, 최용준 옮김(열린책들, 2020)
- Providence (2020)

### 단편소설
- Attack of the Supermodels (2001)
- A Shade Less Perfect (2005)
- Springtide (2007)
- How I Met My Daughter (2007)
- I Should Buy Some Cement (2008)

### 에세이
- Succeeding in Business Through Marketing Fads (2000)
- Things Critics Do That Piss Me Off (2002)
- Why Copyright Is Doomed (2002)
- Australia Gets Closer (2014)